# Luciano Emilio
Luciano Emilio (Ilha Solteira, 12 december 1978) is een voormalig Braziliaans voetballer. Sinds juli 2012 speelde hij bij CD Olimpia uit Honduras. In 2007 werd hij topscorer in de Major League Soccer bij zijn toenmalige club DC United.

## Erelijst
Topscorer Major League Soccer
Winnaar: (1) 2007 (20)